# سابوروو
سابوروو (انگلیسی: Saburovo) یک شهرک در شهرستان چیشمینسکی در استان باشقیرستان کشور روسیه است.